# فیلیپ گلس
فِلیپ گلَس (به انگلیسی: Philip Glass) (زاده ۱۹۳۷) آهنگ‌ساز آمریکایی است.
او یکی از بنیان‌گذاران موسیقی مینیمال و از تاثیرگذارترین آهنگ‌سازان قرن بیستم است و از او به عنوان کسی که هنر موسیقی را (همراه با پیشگامانی مانند ریچارد اشتراوس، کورت ویل و لئونارد برنشتاین) به میان مردم جامعه آمریکا آورد، یاد می‌شود.

## موسیقی فیلم
- کویانیسکاتسی  ۱۹۸۲
- فیلم مستند مه جنگ ۲۰۰۳
- کوندون ۱۹۹۷
- خط آبی باریک ۱۹۸۸
- پوواکاتسی  ۱۹۸۸
- ناکویاکاتسی  ۲۰۰۲
- مستر نایس ۲۰۱۰
- نمایش ترومن ۱۹۹۸
- دراکولا ۱۹۹۹
- ساعت‌ها ۲۰۰۲
- دیوارهای گویا ۲۰۰۴

## جوایز
- نامزد دریافت جایزه اسکار بهترین موسیقی برای فیلم کوندون ۱۹۹۷
- نامزد دریافت جایزه اسکار بهترین موسیقی برای فیلم ساعات ۲۰۰۲
- نامزد دریافت جایزه اسکار بهترین موسیقی برای فیلم یادداشت‌هایی درباره یک دردسر ۲۰۰۶
- جایزه آنتونی آسکوئیت از جشنواره فیلم بفتا برای موسیقی فیلم ساعات ۲۰۰۲
- نامزد دریافت جایزه گلدن گلوب بهترین موسیقی برای فیلم کوندون ۱۹۹۸
- جایزه گلدن گلوب بهترین موسیقی برای فیلم نمایش ترومن ۱۹۹۹
- نامزد دریافت جایزه گلدن گلوب بهترین موسیقی برای فیلم ساعات ۲۰۰۳